# Kateřina Belgica Nasavská
Kateřina Belgica Nasavská (31. července 1578 – 12. dubna 1648) byla manželkou hraběte a regentkou Hanau-Münzenbergu. Narodila se jako třetí dcera Viléma I. Oranžského a jeho třetí Šarloty Bourbonské.

## Život
Kateřina Belgica se narodila v Antverpách. Po otcově vraždě v roce 1584 si ji k sobě vzala teta Kateřina do Arnstadtu, zatímco většina jejích sester vyrůstala u Luisy de Coligny. Její starší sestra Luisa Juliana Oranžská později kritizovala Kateřininu luteránskou výchovu.
Kateřina Belgica se provdala za Filipa Ludvíka II. z Hanau-Münzenberg, se kterým měla deset dětí. Po manželově smrti v roce 1612 se stala regentkou za jejich nezletilého syna Filipa Mořice. Když císař Ferdinand II. požadoval průchod přes Hanau, odepřela mu vstup. V roce 1621 bylo její území zpustošeno císařskými jednotkami. V roce 1626 převzal její syn vládu.

## Potomci
Kateřina Belgica měla s Filipem Ludvíkem deset dětí:
1. Šarlota Luisa z Hanau-Münzenberg (10. srpna 1597 – 15. července 1649), svobodná a bezdětná
2. dcera (*/† 1598)
3. Filip Ulrich z Hanau-Münzenberg (2. ledna 1601 – 7. dubna 1604)
4. Amálie Alžběta z Hanau-Münzenbergu (28. ledna 1602 – 18. srpna 1651), ⚭ 1619 Vilém V. Hesensko-Kasselský (13. února 1602 – 21. září 1637), lankrabě Hesensko-kasselský
5. Kateřina Juliána z Hanau-Münzenberg (1604–1668)
6. Filip Mořic z Hanau-Münzenbergu (25. srpna 1605 – 3. srpna 1638), nástupce svého otce, hrabě z Hanau-Münzenbergu, ⚭ 1626 Sibyla Kristýna Anhaltsko-Desavská (11. července 1603 – 21. února 1686)
7. Vilém Reinhard z Hanau-Münzenberg (1607–1630)
8. Jindřich Ludvík z Hanau-Münzenberg (1609–1632)
9. Fridrich Ludvík z Hanau-Münzenberg (27. července 1610 – 4. října 1628)
10. Jakub Jan z Hanau-Münzenberg (1612–1636)

Kateřina Belgica zemřela 12. dubna 1648 v Hanau.